# Brian Gutekunst
 (mars 2022).
Brian Willis Gutekunst (né le 19 juillet 1973 à Raleigh) est un dirigeant américain de football américain dans la National Football League (NFL).
Anciennement recruteur (scout) pour les Chiefs de Kansas City (1998), il rejoint les Packers de Green Bay et travaille pour cette franchise en tant que recruteur (1998–2011), directeur du recrutement universitaire (2012–2015), directeur des joueurs (2016–2017) et enfin directeur général (depuis 2018).